# Inside Wants Out
Inside Wants Out är ett musikalbum av John Mayer, utgivet 1999. Efter att Mayer fått skivkontrakt med Columbia Records och gjort succé med albumet Room for Squares, på vilket de fyra första låtarna på Inside Wants Out även återfinns, gavs albumet ut på nytt 2002.

## Låtlista
1. "Back to You" (John Mayer) - 4:00
2. "No Such Thing" (Clay Cook/John Mayer) - 3:51
3. "My Stupid Mouth" (John Mayer) - 4:16
4. "Neon" (Clay Cook/John Mayer) - 3:56
5. "Victoria" (John Mayer) - 3:49
6. "Love Soon" (Clay Cook/John Mayer) - 3:39
7. "Comfortable" (Clay Cook/John Mayer) - 5:00
8. "Neon 12:47 AM" (Clay Cook/John Mayer) - 2:45
9. "Quiet" (John Mayer) - 3:20